# 历城站
历城站（工程名港沟站），位于中华人民共和国山东省济南市历城区港沟街道潘庄村，是济莱高速铁路上的高铁站，预留济枣高速铁路接入条件。由中国铁路济南局集团有限公司管辖，已于2022年12月30日启用。

## 車站周邊
- 济南融创文旅城

## 外部連結
- 中国铁路客户服务中心 （页面存档备份，存于）